# Понитка, Матеуш
Мате́уш Пони́тка (пол. Mateusz Ponitka; род. 29 августа 1993, Острув-Велькопольски, Польша) — польский профессиональный баскетболист, играющий на позиции лёгкого форварда.

## Карьера

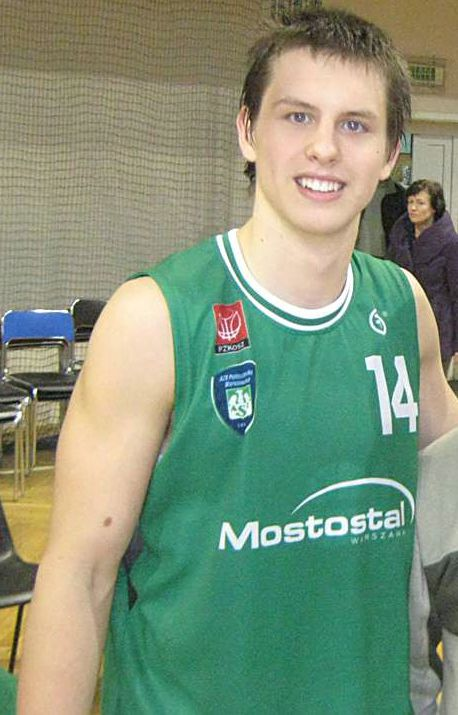
Матеуш Понитка составе команды Варшавского политехнического университета

Понитка родился и вырос в польском городе Острув-Велькопольски, там же начал играть в баскетбол. Во взрослом баскетболе Матеуш оказался очень рано. В 17 лет на «Матче всех звёзд» чемпионата Польши Понитка выиграл конкурс трёхочковых бросков. В том же сезоне стал чемпионом молодёжного первенства страны и серебряным призером первенства мира U17. Через год получил первое приглашение в сборную Польши.
В 19 лет Понитка дебютировал в Евролиге за «Ассеко Проком» с показателем 8,8 очка и 3,5 подбора в 10 матчах турнира. После яркого сезона за польскую команду Матеуш отправился в чемпионат Бельгии, где дважды стал чемпионом с «Остенде». Будучи стабильным игроком стартовой пятёрки, Понитка набирал по 12,7 очка и заставил обратить на себя внимание за океаном.
Однако преддрафтовые тренировки с «Юта Джаз», «Филадельфия Севенти Сиксерс» и «Финикс Санз» не убедили Понитку выставить свою кандидатуру на драфт.
Вернувшись в польскую лигу Понитка стал чемпионом страны и «Самым ценным игроком» сезона, а в Еврокубке был признан «Восходящей звездой» с показателями 13,5 очка и 6,5 подбора в среднем за матч.
В сезоне 2016/2017 Понитка играл в «Пинар Каршияке». Став одним из самых ярких игроков турецкой лиги Матеуш принял участие в «Матче всех звёзд».
В июле 2017 года Понитка стал игроком «Иберостар Тенерифе» с которым выиграл Межконтинентальный кубок. В 4 и 11 турах чемпионата Испании Матеуш был признан «Самым ценным игроком», в 33 матчах в среднем набирая по 13,6 очка и 5,6 подбора. По окончании сезона Понитка был включён во вторую символическую сборную чемпионата.
В июле 2018 года перешёл в «Локомотив-Кубань». В Единой лиге ВТБ Матеуш провёл 29 матчей, где набирал в среднем 9,4 очка, 2,0 передачи и 4,7 подбора. В 18 играх Еврокубка его статистика составила 9,6 очка, 1,7 передачи и 4,8 подбора.
В июле 2019 года Понитка подписал 2-летний контракт с «Зенитом». В Евролиге Матеуш набирал 9,1 очка, 4,6 подбора и 1,6 передачи. В Единой лиге ВТБ отметился статистикой в 8,2 очка, 4,1 подбора и 1,7 передачи.
Перед началом сезона 2020/2021 Понитка был выбран капитаном «Зенита». В Евролиге Матеуш набирал 8,4 очка, 5,2 подбора, 3,2 передачи и 1,0 перехвата в среднем за игру.
1 февраля 2021 года стал известен состав команд на «Матч всех звёзд Единой лиги ВТБ». По итогам голосования болельщиков и анкетирования СМИ, в котором приняли участие 23 издания, Понитка попал в состав команды «Звёзды Мира». В этой игре Матеуш провёл на площадке 15 минут 43 секунды и отметился 2 очками, 1 передачей, 1 подбором и 2 перехватами.
В июне 2021 года Понитка подписал с «Зенитом» новый 3-летний контракт.
В марте 2022 года Понитка и «Зенит» приняли решение о досрочном расторжении контракта по соглашению сторон.
В августе 2022 года Понитка стал игроком «Реджаны».
14 сентября 2022 года в четвертьфинале чемпионата Европы против сборной Словении Понитка сделал трипл-дабл (26 очков, 16 подборов и 10 передач) и помог команде Польше сенсационно выйти в полуфинал (90-87).

## Личная жизнь
Брат Матеуша — Марцель, так же является профессиональным баскетболистом. 
В июле 2020 года, в рамках муниципальной рекламной кампании «Здесь я живу», Матеуш Понитка стал послом своего родного города Острува-Велькопольского. Во время своего визита в город Понитка принял участие в конференции совместно с мэром города Беатой Климек, посетил спортивную арену и дал несколько уроков молодым баскетболистам. Все полученные средства от использование образа Матеуш пожертвует на благотворительность.

## Достижения

### Клубные
- Обладатель Межконтинентального кубка ФИБА: 2017
- Бронзовый призёр Единой лиги ВТБ: 2020/2021
- Серебряный призёр Суперкубка Единой лиги ВТБ: 2021
- Чемпион Бельгии (2): 2013/2014, 2014/2015
- Чемпион Польши: 2015/2016
- Бронзовый призёр чемпионата России: 2020/2021
- Обладатель Кубка Бельгии (2): 2013/2014, 2014/2015
- Обладатель Суперкубка Бельгии: 2014
- Обладатель Суперкубка Польши: 2015

### Сборная Польши
- Победитель чемпионата Европы в дивизионе В (до 20 лет): 2013
- Серебряный призёр чемпионата мира (до 17 лет): 2010